# Мирјана Мијатовић
Мирјана Мира Мијатовић (Љубљана, 1961 — Београд, 1991) била је српска музичарка, певачица, београдске рок групе ВИА Талас. 

## Биографија
Рођена је у Љубљани 1961. године као кћерка југословенског политичара и народног хероја Цвијетина Мијатовића (1913—1993) и глумице Сибине Мијатовић (1929—1970). Са Бојаном Печаром је 1981. године основала новоталасни бенд ВИА Талас, са којим је 1983. године снимила албум Перфектан дан за банана рибе. Најпознатија песма са албума је песма Сама, која је била национални хит и музика из култног филма Светислава Бате Прелића Шећерна водица. Бојан Печар је 1984. прешао у групу Екатарина Велика и група ВИА Талас се распала.
Након година зависности од дрога, Мирјана Мијатовић је умрла 1991. године у Београду, пар месеци пре своје сестре Маје. По непотврђеним изворима, обе су умрле од предозирања дрогом.

## Дискографија

### Студијски албуми
| албум                        | објављен |
| ---------------------------- | -------- |
| Перфектан дан за банана рибе | 1983     |

Албум „Перфектан дан за банана рибе“ (Сарајево диск, 1983) садржи следеће песме:
- Сама
- Стал-но
- Банана реге
- Бродови
- Дај ми знак
- Крај
- Горке сузе Л. М.
- Чаробњаци улице

### Остала издања
| назив                            | албум                      | објављен |
| -------------------------------- | -------------------------- | -------- |
| „Hawaii (najljepši kraj)“ „Лилихип ()“ | Артистичка радна акција    | 1981     |
| „Ти“                             | Вентилатор 202 демо топ 10 | 1983     |
| „Ти“                             | Специјал 2: Дан заљубљених | 2005     |